# وليام هاسي
وليام هاسي (بالإنجليزية: William Hussey)‏ (و. 1862 – 1926 م) هو عالم فلك من الولايات المتحدة الأمريكية.
توفي عن عمر يناهز 64 عاماً.

## التعليم
تعلم في جامعة ميشيغان.